# Bhelpuri

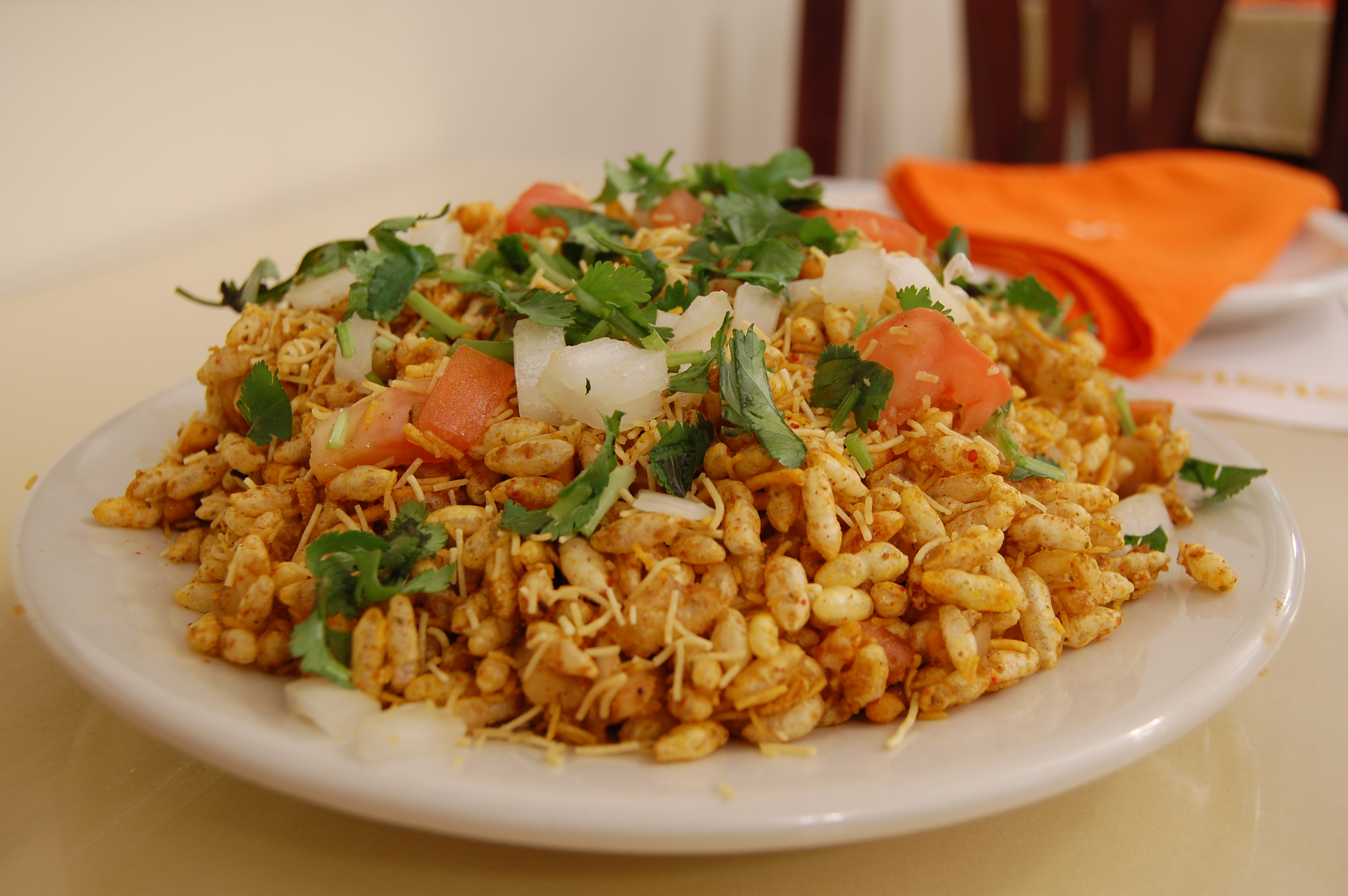
Plato de bhelpuri.

El bhelpuri (marathi भेळ) es un sabroso snack indio, y también un tipo de chaat. Está hecho de arroz inflado, verduras y una salsa  picante con tamarindo.
El bhelpuri se identifica a menudo con las playas de Bombay, como Girguam o Juhu. El bhelpuri se cree que se originó en los puestos de comida callejeros de Bombay, y la receta se ha extendido a la mayoría de las partes de la India, donde se ha modificado para adaptarse a la disponibilidad de alimentos local. También se dice que se originó a partir del bhadang (भडंग), un arroz picante de Maharashtra occidental. La variante de Calcuta del bhelpuri se llama Jhaal Muri (que significa "arroz inflado picante"). A otra variante, procedente de Mysore, se le conoce como Churumuri o Churmuri en Bangalore. La modalidad seca de bhelpuri popularmente conocido como Bhadang se consume después de ser complementada con cebolla, cilantro y jugo de limón.

## Historia
No existe ninguna mención clara de cuándo y dónde se preparó por vez primera el bhelpuri, pero probablemente se originó en cafeterías y puestos de comida callejeros de Bombay. Pertenece a la familia de alimentos de chaats, que son bocadillos salados y picantes que se venden en carritos de toda la India.

## Ingredientes más empleados
El bhelpuri está hecho de arroz inflado y sev (un aperitivo a base de fideos finos fritos hechos de harina) mezclado con patatas y cebollas, chat masala, chutney y una mezcla de diferentes tipos de aperitivos fritos. El sabor del bhelpuri tiene balances entre el dulce, el salado, el agrio y los sabores picantes, con diferentes texturas. Otros ingredientes comúnmente utilizados incluyen tomates y chiles añadidos a la base; en las recetas de la India del norte también se hizo empleando patatas cocidas cortadas en trozos pequeños.

## Gallery

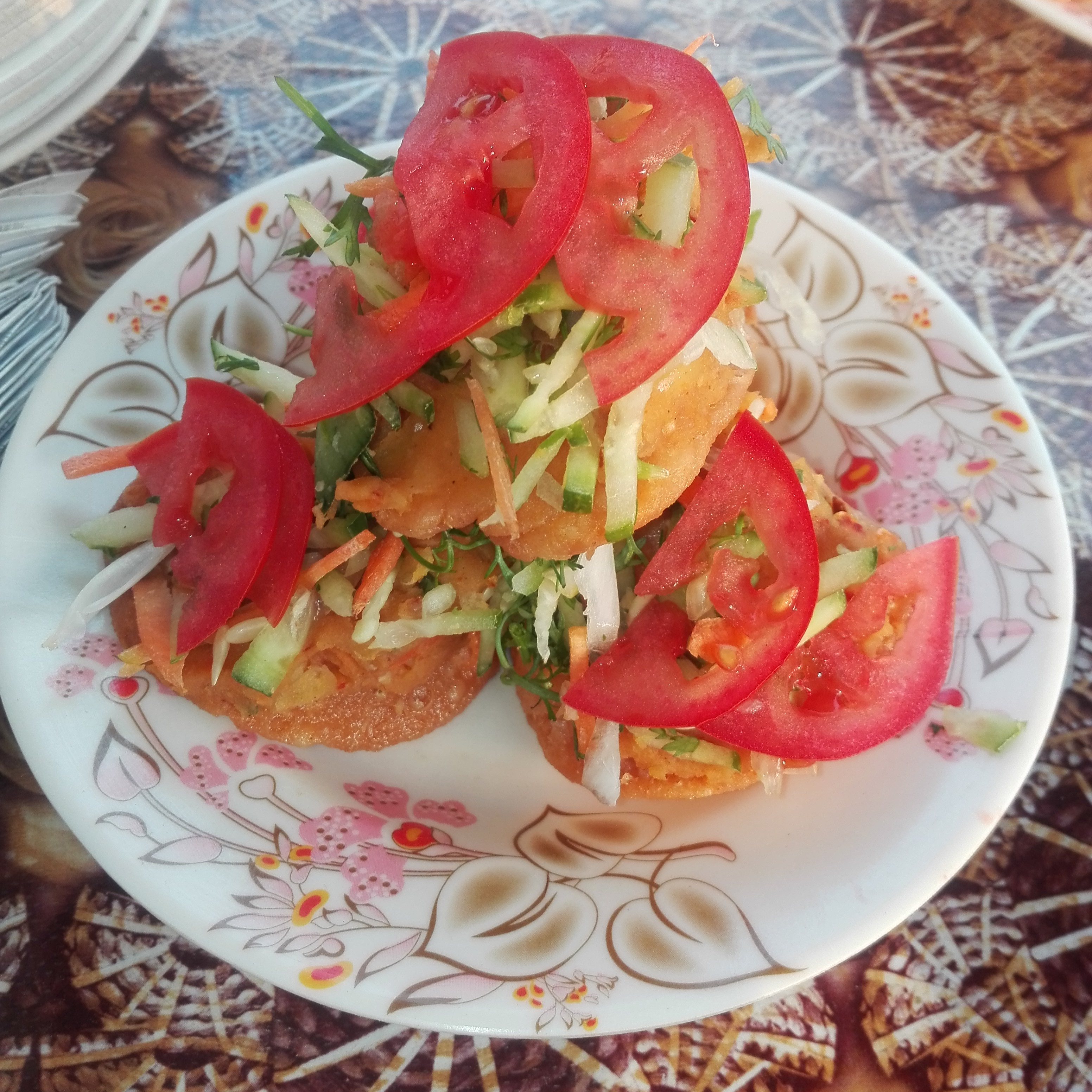
Bangladeshi Puri type Bhelpuri
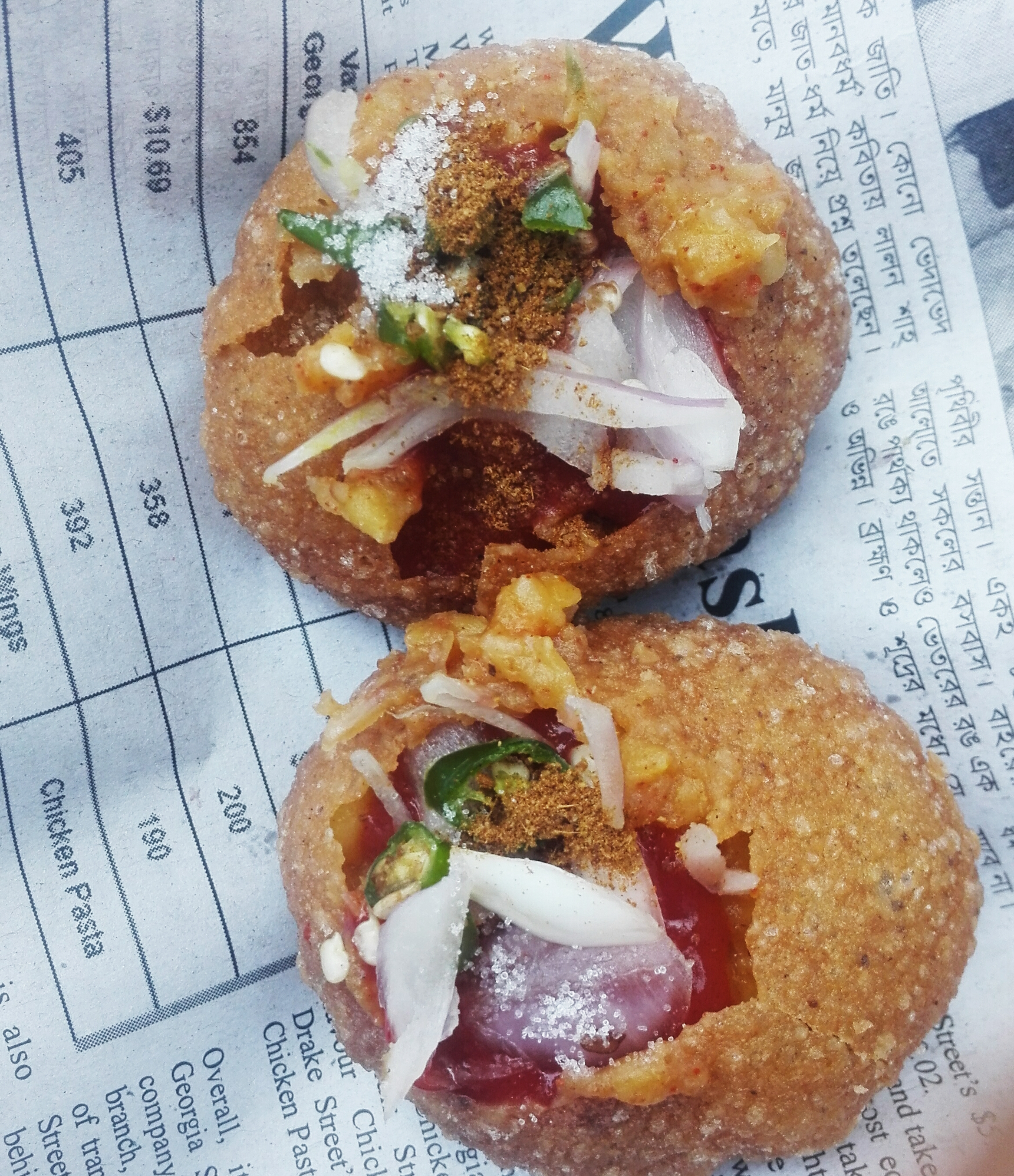
A Bangladeshi fuchka type bhelpuri  served on bengali newspaper